# Ectropothecium capillisetum
Ectropothecium capillisetum är en bladmossart som beskrevs av Kindberg 1891. Ectropothecium capillisetum ingår i släktet Ectropothecium och familjen Hypnaceae. Inga underarter finns listade i Catalogue of Life.